# Анданте (Родина)
«Анданте» (англ. «Andante») — седьмой эпизод седьмого сезона американского драматического телесериала «Родина», и 79-й во всём сериале. Премьера состоялась на канале Showtime 25 марта 2018 года.

## Сюжет
Сол (Мэнди Патинкин) сообщает Уэллингтону (Лайнус Роуч) о ситуации с Симон Мартин — она намерена уличить Уэллингтона в заговор убийства генерала Макклендона, и что она в союзе с интересами России. Ошеломлённый Уэллингтон посылает письмо об отставке президенту Кин (Элизабет Марвел). Кин навещает Уэллингтона, чтобы сообщить ему, что она не принимает его отставку, поскольку он нужен больше, чем когда-либо, так как её администрация подвергается нападению.
Кэрри (Клэр Дэйнс) и её команда покидают квартиру Данте с доказательствами, которыми они смогли собрать, хотя они сразу не находят ничего инкриминирующего. На следующий день спор с Мэгги (Эми Харгривз) приводит к тому, что Кэрри забирает Фрэнни и уезжает из квартиры, хотя ей больше негде жить. Данте (Морган Спектор) предлагает им ненадолго пожить у него. Кэрри обыскивает квартиру Данте и обнаруживает, что его бывшая жена Одри (Триша Паолуччио) работает в Министерстве финансов. Она выслеживает Одри и выдаёт себя за агента ФБР, чтобы получить информацию о Данте. Кэрри узнаёт от Одри, что некоторые вещи, которые Данте сказал о своём прошлом, не были правдой, и что он таил злобу на «начальника станции ЦРУ», которым была Кэрри. Данте идёт в дом Мэгги, чтобы обыскать комнату Кэрри, под предлогом забрать некоторые вещи Фрэнни. Он находит некоторые исследования, которые Кэрри собирала на него.
Используя знание о камерах Макса в качестве рычага, Сол силой заставляет Макса (Мори Стерлинг) присоединиться к его целевой группе, с условием, что всё обнаруженное должно быть передано Солу, а не Кэрри. Солу не удаётся получить интервью с Симон до её слушания и решает сосредоточиться на Данте, когда Макс обнаруживает, что Данте и Симон путешествовали во многих местах Европы в одно и то же время. В эту же ночь Кэрри и Данте дразнят друг друга знанием о том, что они оба шпионили друг за другом. Напряжённое противостояние перерастает в секс. Их прерывают агенты, которые врываются и забирают Данте в наручниках по приказу Сола.

## Производство
Режиссёром эпизода стала исполнительный продюсер Лесли Линка Глаттер, а сценарий написали исполнительные продюсеры Патрик Харбинсон и Чип Йоханнссен.

## Реакция

### Реакция критиков
Эпизод получил рейтинг 83% на сайте Rotten Tomatoes на основе шести отзывов.
Скотт фон Довяк из The A.V. Club дал эпизоду оценку «B», отметив, что он значительно продвинул сюжетные арки сезона, но также и то, что он слишком много полагался на драму, окружающую семью Кэрри.

### Рейтинги
Во время оригинального показа, эпизод посмотрели 1.28 миллионов зрителей.